# Nagold (Fluss)
Die Nagold ist ein 90 Kilometer langer Fluss in Baden-Württemberg und Namensgeberin der Stadt Nagold. Sie fließt im Pforzheimer Stadtzentrum von Süden in die kleinere Enz.

## Name
Der Flussname findet sich 1075 als Nagaltha erstmals verschriftlicht. Es kann indogermanisch *nagla zugrunde liegen, das sich in altgriechisch necho (‚ich schwimme‘) oder lateinisch natare (‚schwimmen‘) findet. Nagold hieße demnach ‚Gewässer, auf dem man schwimmen kann‘. Der Sprachwissenschaftler Albrecht Greule vermutet (2014), dass sich die althochdeutsche Endung aus dem keltischen -dunum entwickelt haben könnte, eine Bezeichnung für ‚Festung, Burg‘. Demnach könnte sich der Name der frühkeltischen Fürstenburg in Nagold erhalten haben.

## Geographie

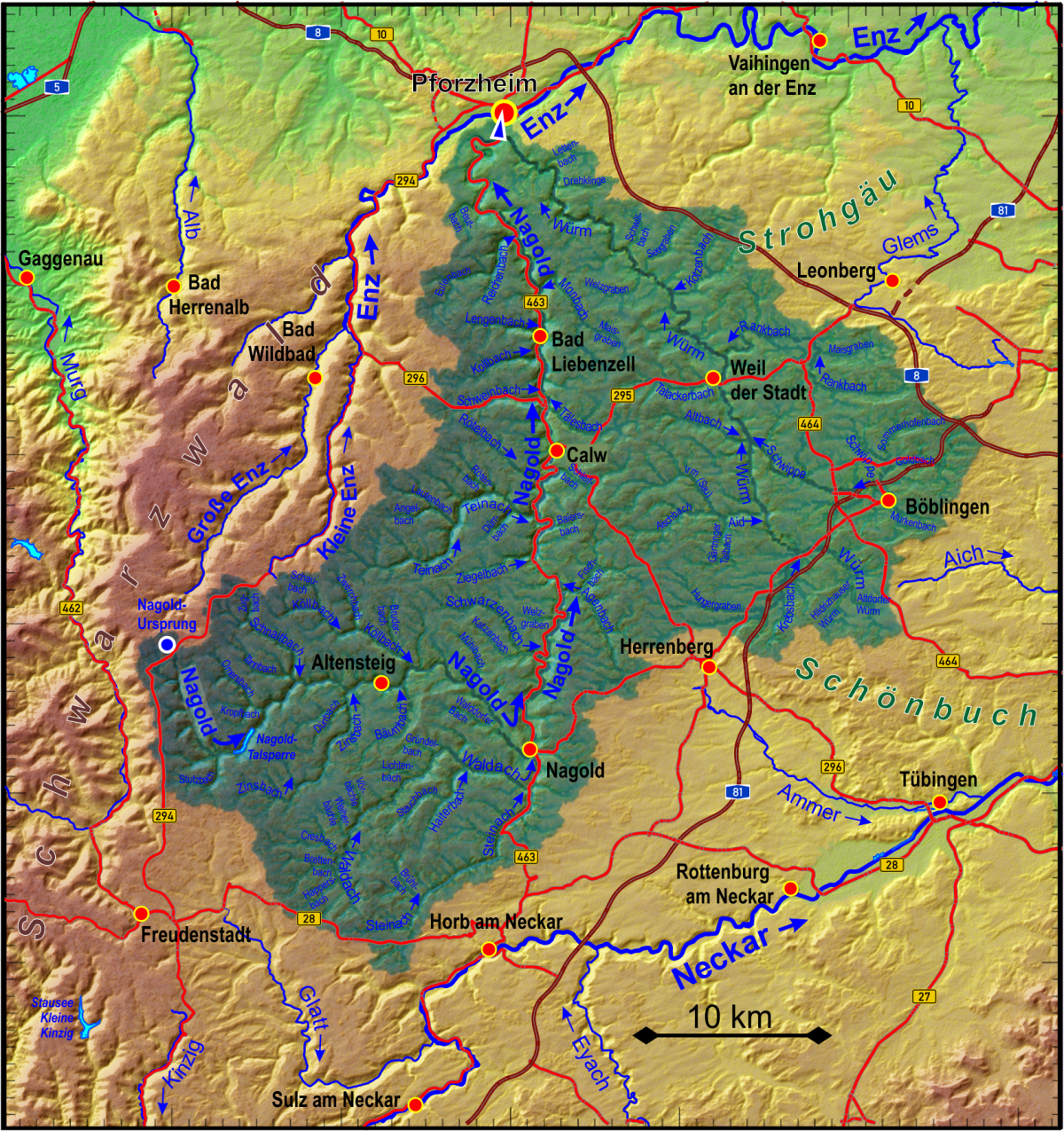
Einzugsgebiet der Nagold

### Verlauf
Die Nagold durchströmt vor allem den Schwarzwald. Um die Stadt Nagold herum (zwischen Rohrdorf und Pfrondorf) fließt sie durch das Heckengäu. Am Pforzheimer Kupferhammer tritt sie in das Pforzheimer Enztal ein, das wie das Heckengäu ebenfalls zum Naturraum der Gäulandschaften zählt.
Die Nagold wird nach Konvention als Nebenfluss der Enz angesehen. Sie führt jedoch am Zusammenfluss mehr Wasser als der Enz-Oberlauf, ist fast um den Faktor 2 länger als dieser und hat ein etwa um den Faktor 3,5 größeres Einzugsgebiet. Über sie verläuft also hydrographisch der Hauptstrang des Enz-Nagold-Systems. Die obere Enz besitzt jedoch das breitere Tal und behält ihre Fließrichtung bei.
Die Nagold zieht im Oberlauf bis Nagold überwiegend in östliche und südöstliche Richtung. In der Stadt Nagold vollzieht sie dann beinahe eine Kehrtwende, um danach bis Pforzheim vor allem in nördliche Richtung zu fließen. Die Nagold hat zahlreiche Schleifen gebildet, so bei Pfrondorf (Bettenberg, mit Kraftwerk), in Wildberg, beim Hof Waldeck (Schlossberg, mit Ruine Waldeck), bei Tannenberg (Rudersberg, mit Ringwall). In Weißenstein liegt ein Ortsteil auf einem kleinen Umlaufberg mit aufgegebener Schleife.
Die Quelle der Nagold ist eine als Nagoldursprung bezeichnete Quelle bei Urnagold (Gemeinde Seewald, Gemarkung Besenfeld). Bereits nach wenigen Kilometern, bei Erzgrube, ist die Nagold zur Nagoldtalsperre aufgestaut. Bis zur ersten Stadt, Altensteig, ist das Nagoldtal überwiegend unbesiedelt. Vor Rohrdorf verlässt die Nagold den Schwarzwald, vollzieht zu Füßen der Ruine Hohennagold ihre große Richtungsänderung und tritt nördlich von Pfrondorf wieder in den Schwarzwald ein.
Die Nagold passiert nun die oben genannten Umlaufberge sowie als wichtigste Orte Wildberg, Calw, Hirsau und Bad Liebenzell. Zwischen Dillstein und Pforzheim verlässt die Nagold den Schwarzwald und fließt in der früheren Pforzheimer Altstadt von rechts und von Süden mit der Enz zusammen, die, in östlicher Richtung strömend, bei Besigheim in den Neckar mündet.

### Einzugsgebiet
Die Nagold entwässert den nordöstlichen Nordschwarzwald und den Hecken- und Schlehengäu in die Enz. Das Einzugsgebiet der Nagold umfasst mit einer Fläche von 1144 km² etwas mehr als die Hälfte (51,3 Prozent) des gesamten Einzugsgebiets der Enz. Die nordwestlich und nordöstlich an das Einzugsgebiet der Nagold grenzenden Bereiche gehören ebenfalls zum Einzugsgebiet der Enz, während die im Südosten und Südwesten angrenzenden Gebiete direkt in den Neckar bzw. über die Nordschwarzwälder Murg in den Rhein entwässert werden.

### Zuflüsse
Die größten Nebenflüsse der Nagold sind:
- der rechte Zinsbach mit 13,3 km und 33,8 km² vor der Stadt Altensteig
- der linke Köllbach mit 10,0 km und 29,9 km² nach der Stadt Altensteig
- die rechte Waldach mit 24,7 km und 157,1 km² am Nagoldknie in der Stadt Nagold
- die linke Teinach mit 15,4 km und 61,5 km² bei Teinachtal
- die rechte Würm mit 53,9 km und 418,3 km² schon im Stadtgebiet des Mündungsortes Pforzheim

### Orte
Die Nagold durchströmt die Kreise Freudenstadt und Calw, berührt kurz den Enzkreis und mündet im Stadtkreis Pforzheim. Nach Erstberührung geordnet, verläuft sie in oder an den folgenden Gebietskörperschaften:
- Landkreis Freudenstadt
  - Gemeinde Seewald
  - Stadt Freudenstadt
  - Gemeinde Grömbach
- Landkreis Calw
  - Gemeinde Simmersfeld
  - Stadt Altensteig
  - Gemeinde Ebhausen
  - Gemeinde Rohrdorf
  - Stadt Nagold
  - Stadt Wildberg
  - Stadt Neubulach
  - Stadt Calw
  - Stadt Bad Teinach-Zavelstein
  - Stadt Bad Liebenzell
  - Gemeinde Unterreichenbach
- Enzkreis
  - Gemeinde Neuhausen
- Stadtkreis Pforzheim
  - Stadtteil Huchenfeld
  - Stadtteil Büchenbronn
  - Stadtteil Dillweißenstein
  - Kernstadt Pforzheim

## Landschaftsschutzgebiete
Die Nagold fließt auf ihrem Weg zur Enz überwiegend durch Landschaftsschutzgebiete.
1. Im Oberlauf im Landkreis Freudenstadt besteht das LSG Nagoldtal mit 555,5 Hektar, es wurde am 1. Juli 1991 unter der Schutzgebietsnummer 2.37.044 ausgewiesen vom Landratsamt Freudenstadt.
2. Nach dem Übertritt in den Landkreis Calw heißt das LSG immer noch Nagoldtal, es ist 4.384 Hektar groß und wurde durch Verfügung des Landratsamts Calw mit der Schutzgebietsnummer 2.35.037 am 24. November 1971 gebildet.
3. Im Unterlauf durchfließt die Nagold bis zu ihrer Mündung das Landschaftsschutzgebiet für den Stadtkreis Pforzheim, gebildet unter der Nummer 2.31.001 durch Verordnung des Bürgermeisteramts Pforzheim vom 12. Dezember 1994.

## Geschichte
Bis zu den großen territorialen Umwälzungen um 1803 und 1806 befand sich der Lauf der Nagold überwiegend auf altwürttembergischen Gebiet. Kleinere Gebiete gehörten zur Markgrafschaft Baden oder dem Johanniterorden. Altensteig, Nagold, Wildberg, Calw und Liebenzell sind altwürttembergische Amtsstädte, Hirsau und Reuthin altwürttembergische Kloster-Amtsorte. Das Kloster Hirsau hat Bedeutung für die europäische Geschichte. Rohrdorf am Oberlauf war Sitz einer Kommende des Johanniterordens unter württembergischer Landeshoheit. Die heutigen Teile der Pforzheimer Kernstadt (Weißenstein, Dillstein und Pforzheim selbst) gehörten zu Baden.

## Wirtschaft und Verkehr

### Wirtschaft
Im Schwarzwald war bis Anfang des 20. Jahrhunderts die Flößerei von Bedeutung. Ebenso wie die Enz wurde die Nagold zum Transport von Baumstämmen genutzt. Manche Orte lebten überwiegend von der Flößerei, beispielsweise Weißenstein. Im Schwarzwald ist unter anderem die Holzwirtschaft von Bedeutung, um Nagold herum vermehrt die Landwirtschaft. Industrie und Dienstleistung spiel(t)en vor allem in Pforzheim eine entscheidende Rolle (Schmuck, Edelmetalle, Uhren, Handel, Verwaltung), daneben auch in Ebhausen, Nagold, Kentheim (historische Baumwollspinnerei), Calw (Kreissitz) und Liebenzell (Kurort).

### Verkehr

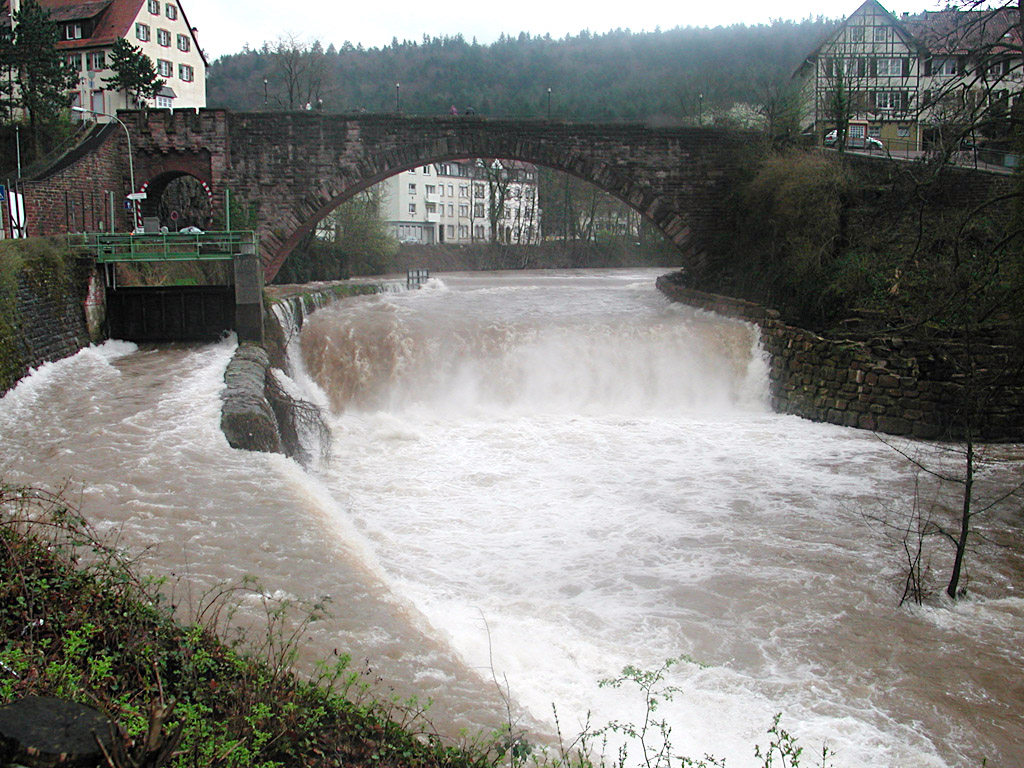
Die Nagold in Weißenstein mit der Bogenbrücke im Hintergrund

Das Nagoldtal bildet zwischen Pforzheim und Altensteig das Rückgrat für verschiedene Hauptverkehrsachsen. Der Nord-Süd-Verkehr zwischen Pforzheim und Nagold und weiter nach Horb wird von der B 463 und der Nagoldtalbahn getragen. Die Straße im Nagoldtal zwischen Nagold und Altensteig wird als Landesstraße L 362 geführt. Lange Zeit war sie Teil der B 28, die als Ost-West-Verbindung Freudenstadt mit Tübingen verbindet. Seit 2018 führt die B 28 über eine weiter südlich verlaufende und kürzere Verbindung von Freudenstadt über Horb und Rottenburg nach Tübingen. Bis zur Stilllegung 1967 verkehrte zwischen Nagold und Altensteig eine Schmalspurbahn, das „Altensteigerle“.